# Axel Bachmann
Axel Bachmann Schiavo (Ciudad del Este, 4 novembre 1989) è uno scacchista paraguaiano.
Nato in una famiglia di origine tedesca, nel 2004 ha vinto, all'età di 15 anni, il campionato del Paraguay.
È stato campione del Floripa Chess Open, il più grande torneo di scacchi aperto in Brasile.

## Biografia
Nel 2007 è diventato il secondo Grande maestro del Paraguay.
In marzo 2014 ha vinto la 30ª edizione del fortissimo open di Cappelle la Grande (604 partecipanti), per spareggio tecnico sul pari classificato Sergei Azarov.
Altri risultati:
- 2005 :  in giugno vince il campionato Pan Americano under-16 di Camboriú in Brasile;
- 2006 :  in agosto vince la "Copa Mercosur Villa Martelli" di Buenos Aires;[4]
- 2005 :  vince l'open internazionale di Rochefort in Francia;
- 2008 :  vince l'open di Norimberga, alla pari con Arik Braun e Aleksander Bierełowicz;
- 2009 :  vince il Neckar-Open di Deizisau, alla pari con Arkadij Naiditsch e Fernando Peralta;
- 2014 :  in maggio vince il Festival internazionale di Iași in Romania;[5]
- 2014 :  vince l'open di Sabbie d'oro (Golden Sands) in Bulgaria;
- 2014 :  in giugno vince a Linares il 5º campionato ibero-americano;[6]
- 2022 : ad ottobre vince la medaglia d'oro ai giochi dell'Odesur;[7]

Ha raggiunto il rating FIDE più alto in gennaio 2015, con 2656 punti Elo.